# Norbert Sattler
Pour les articles homonymes, voir Sattler.
Norbert Sattler, né le 4 octobre 1951 à Kötschach-Mauthen et mort le 19 janvier 2023,, est un kayakiste autrichien.

## Biographie
Norbert Sattler participe aux Jeux olympiques d'été de 1972 à Munich et remporte la médaille d'argent dans l'épreuve du slalom en kayak monoplace. 